# Haile Selassie I.
Haile Selassie I. (23. července 1892 – 27. srpna 1975 Addis Abeba), narozený jako Lidž Tafari Makonnen, byl etiopský císař v letech 1930–1974 (1935–1941 v exilu).

## Původ a počátek kariéry
Otcem Tafariho Makonenna byl velmož (rás) Makonnen Wolde-Mikael Gudessa. Tafari Makonnen pocházel z rodu králů, jenž odvozoval svůj původ přímo od legendárního krále Šalomouna a královny ze Sáby (Šalomounovci). Jeho babička z otcovy strany byla tetou císaře Menelika II. Matkou Tafariho Makonenna byla Woyzero (paní) Iješi Immebet, šlechtična, která nepocházela z vládnoucího amharského etnika. Tato skutečnost byla podle některých příčinou pozdějšího shovívavého vztahu císaře Haileho Selassieho k neamharským etnikům říše.
Rod Tafariho Makonnena patřil k nejvyšší amharské šlechtě a byl spřízněn s rodem císaře Menelika II. Tafari Makonnen byl proto od počátku vyvolen k dráze na nejvyšších funkcích. Jeho výchova byla přitom svěřena františkánskému knězi, jenž se stal později katolickým biskupem v Hararu a jehož přítelem byl později slavný francouzský básník Arthur Rimbaud.
Již ve třinácti letech se Tafari Makonnen stal díky svému původu správcem provincie Sidamo. V r. 1911 byl jmenován guvernérem bohaté provincie Harar a získal titul dedžazmače. Stal se oblíbencem císařovny Taitu, vdovy po zesnulém Menelikovi II. Ve stejném roce se oženil se šlechtičnou Menen Asfaw, která byla neteří pozdějšího císaře Ijasu V. (vládl 1913–1916) a vnučkou mocného ráse Mikaela – muslimského konvertity na ortodoxní křesťanskou víru a vládce království Wollo. I sám Ijasu konvertoval k islámu a navázal během první světové války spolupráci s Centrálními mocnostmi, čímž se kompromitoval v očích křesťanské části etiopské společnosti. Císař Ijasu přitom neměl potenciálního pretedenta trůnu příliš v oblibě, proto Tafariho Makonnena jmenoval guvernérem odlehlé provincie Kefa (známé svými kávovými plantážemi) na jihu říše. Tafari Makonnen však nové jmenování odmítl a přidal se k opozici vůči neoblíbenému panovníkovi.
Příbuzenský vztah Tafari Makonnena s císařskou dynastií:
- Sahle Selassie (1795–1847), král Šewy
  - Haile Melekot (1824–1855), král Šewy
    -  císař Menelik II. (1844–1913)
      -  císařovna Zauditu I. (1876–1930)
      -  Shoaregga Sahle Maryam
        -  císař Ijasu V. (1887–1935)

  - Tenagnework Sahle Selassie (1824–1855)
    - Ras Makonnen Wolde Mikael (1852–1906)
      - Ras Tafari Makonnen

## Regentství Rase Tafariho
Tafari byl pak účasten hnutí, které císaře Iyasu V. sesadilo a posléze se stal spoluvládcem císařovny Zawditu (Judity), dcery císaře Menelika II. Ustavením jejich spoluvlády bylo navíc symbolické, protože znamenalo spojení dvou významných královských rodů: králů z Tigraje a králů ze Šowy. Vládnoucí elity přitom doufaly, že se 24letý Tafari Makonnen stane povolnou loutkou v jejich rukou. Zmýlili se však. Ras Tafari se během svého regentství (inderase) přičinil (za podpory Francie a zemí profrancouzského bloku, mimo jiné i Československa) o přijetí země do Společnosti národů (1923). Tento krok znamenal definitivní uznání mezinárodněprávní subjektivity Etiopie. S tím byl spojen závazek země vymýtit otroctví, které jí bylo zahraničím vytýkáno. Ras Tafari se vypravil (jako vůbec první etiopský vládce) na cestu do Evropy. Jeho výprava na Západ byla mnohými soudobými reportéry přirovnávána k cestě Petra Velikého do západních států. Etiopský regent se, mimo jiné, v Římě setkal s papežem i s ministerským předsedou Benitem Mussolinim. Ze své cesty na Západ si mladý regent přivezl nejenom množství nových poznatků, ale i jedno z prvních letadel, které kdy v Habeši přistálo.
Proti progresivnímu kurzu, který rás Tafari reprezentoval, se však postavila část tradiční etiopské šlechty, vedená rásem Gugsou Welem, manželem Tafariho spoluvládkyně, císařovny Zawditu. Rás Gugsa Wele přitom získal nejenom podporu části šlechty, ale i zahraniční britskou a italskou vojenskou pomoc, s níž se vypravil proti vojskům věrným Makonnenovi. Rozhodující střetnutí sil obou táborů se uskutečnilo v bitvě u Anchiemu, kde byla vojska Gugsy Weleho na hlavu poražena. Za zmínku určitě stojí fakt, že k vítězství vojsk Makonnenových nemalou mírou přispěla i dvě francouzská bojová letadla. Den po bitvě za záhadných okolností zemřela císařovna Zawditu. Nic pak nebránilo tomu, aby byl vítěz korunován v katedrále sv. Jiřího v Addis Abebě císařem (negusa nagast; často přepisováno jako „něguš/neguš/negus“).

## Tafari Makonnen císařem

### Korunovace císařem
Korunovace Tafariho Makonnena (1930) byla provedena ve velkolepém stylu, připomínajícím tradice legendárních etiopských monarchů. Jako korunovační jméno přitom Tafari přijal své jméno křestní – Haile Selassie – které v amharštině znamená „Moc svaté Trojice“. Jeho plný titul pak zněl: „Jeho císařská výsost, císař Haile Selassie I., Král králů, Vítězný lev z kmene Judova, Vyvolenec Boží“. Odkaz na Judův kmen přitom poukazoval na již v úvodě zmíněnou legendu o původu tzv. Šalomounské dynastie. Císař pak v etiopské společnosti (a to dlouho do 70. let) požíval vážnosti podobné té, kterou v imperiálním Rusku prokazovali carům, včetně byzantské proskynéze (bití hlavou o zem před panovníkem). Ve své krátké novele zachytil atmosféru hlavního města v čase císařské korunovace mladý britský autor Evelyn Waugh (Coronation of Haile Selassie, 1930).
Haile Selassie bývá též někdy označován jako Ras Tafari Makonnen. Titul Ras je něco jako princ a jméno Tafari vychází z rodu. Z Ras Tafari se stalo postupem času jedno slovo - rastafari, což je označení pro rastamana nebo rastafariánskou víru.

### První reformy a italský vpád
Rok po své korunovaci, v r. 1931, vydal císař první etiopskou psanou ústavu, která v zemi zaváděla dvoukomorový parlament. Ústava byla výrazem císařových snah, které bychom mohli grosso modo popsat jako konstituční absolutismus. Snahou Haileho Selassieho bylo co nejvíce omezit moc šlechty, centralizovat zemi pod svoji vládou a dosazování úředníků nikoliv na rodovém, ale jmenovacím principu. Zcela stěžejní bylo ustanovení článku 2 nové ústavy, které proklamovalo dynastii králů ze Šowy dědičními monarchy: „Hodnost císaře je navždy spjata s rodem císaře Haileho Selassieho, přímého potomka krále Sahleho Selassieho, který pochází v přímé linii od krále Menelika I., syna královny ze Sáby a krále Šalamouna.“ Tím byly pro futuro popřeny nároky soupeřících královských rodů na císařský trůn.
V zahraniční politice byl přitom nejproblematičtějším vztah Etiopie k Itálii. Italské snahy o ovládnutí vnitrozemí Afrického rohu se datují již od doby, co italská vojska obsadila přístavní pevnosti Asab (1882) a Massawu (1885) a za císaře Menelika II. vyvrcholila italským vpádem a porážkou agresora ve slavné bitvě u Adwy (Aduy). Ještě v r. 1928 rás Tafari vyjednal s Itálií mírovou smlouvu, konflikty na hranicích s italskými koloniemi v Somálsku a Eritreji se však začátkem 30. let dramaticky stupňovaly. Vláda císaře pak byla přerušena italským vpádem v r. 1935, kterému neměla feudální etiopská armáda šanci vzdorovat. Haile Selassie se sám postavil do čela svých jednotek a vedl je do rozhodující tři dny trvající bitvy u Maj Čeu. Tam zůstaly ležet tři čtvrtiny císařské armády. Haile Selassie byl přinucen k emigraci do Francouzského Somálska (dnes Džibuti). Regentstvím v zemi pověřil ráse Imrua. Císař pak přednesl svůj slavný projev na zasedání Společnosti národů v Ženevě. (I přesto, že císař uměl mluvit plynně francouzsky, tento projev pronesl v amharštině.) Spojené království a Francie i přesto uznaly anexi Habeše. Císař se ocitl v politickém vakuu.

### Exil

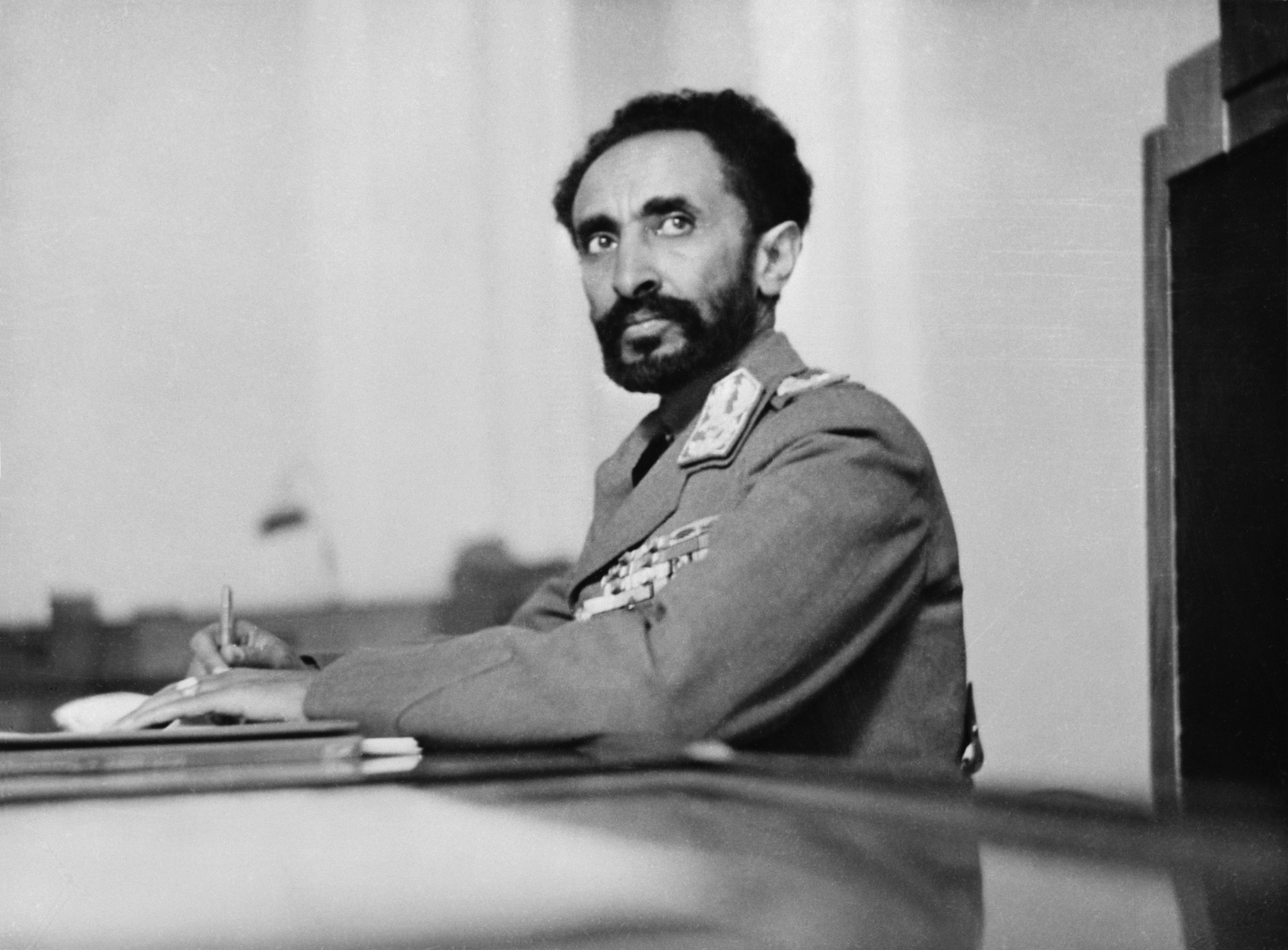
Haile Selassie I. v roce 1942

Exil strávil pobytem v Jeruzalémě, Haifě a anglickém lázeňském městečku Bath. Není bez zajímavosti, že během svého pobytu v Jeruzalémě císař zasáhl u britské mandátní správy Palestiny do staletého majetkového sporu mezi etiopskou a egyptskou koptskou mnišskou komunitou o užívací práva k částem Chrámu Božího hrobu.
Posléze byl Haile Selassie britskou vládou uznán jako exilový monarcha (1941) a po tom, co Velká Británie vyhlásila válku fašistické Itálii, se zapojil do koordinace bojových akcí v súdánském Chartúmu. Po porážce italských okupačních jednotek se císař dne 6. dubna 1941 triumfálně vrátil v čele svých věrných jednotek do Addis Abeby. Tento den pak byl za císařského režimu slaven jako státní svátek.

### Návrat do Etiopie a poválečná politika
V letech těsně po válce musel Haile Selassie strpět přítomnost britské armády v zemi (1941–1955). I přes značné omezení své moci mu byla cizí armáda nápomocna, protože pomohla při výcviku a budování jednotné císařské armády, která byla (na rozdíl od vojska před válkou) zcela nezávislá na feudální šlechtě. Jeho poradcem a osobním přítelem byl i rodák z České Rybné Bohuslav Tobiška, který do Etiopie emigroval po komunistickém převratu v Československu v roce 1948. Jeho spolupracovníkem byl také prvorepublikový diplomat, čs. velvyslanec v USA Dr. Ferdinand Veverka.
Haile Selassie pokračoval ve svém plánu posilování osobní moci a centralizace. Významnou změnou bylo osamostatnění se etiopské ortodoxní církve od alexandrijského patriarchátu. Církev měla být napříště podřízena císaři a stát se jednou z opor jeho moci. V tendencích císařovy politiky pokračovala i revize ústavy z r. 1955. Ústava nyní zakazovala velmožům stavět a udržovat vlastní vojska, která byla po staletí páteří jejich moci a prestiže. Velmoži pak měli rovněž zapovězeno navazovat samostatně styky se zahraničím. Císař se stal osou veškeré moci: byl zároveň ministerským předsedou, nejvyšším velitelem vojska, jmenoval členy vlády a guvernéry jednotlivých provincií. Na druhé straně zůstala Etiopie v mnohých ohledech zemí feudálního zřízení. V 50. letech tak již císař nebyl motorem reforem, ale spíše jejich brzdou. Obklopil se skupinami loajálních šlechticů a byrokratů. Císařský dvůr byl světem samým pro sebe, zatímco mladší generace se (i během vládních stipendijních programů) začala seznamovat s kulturou v západních zemích. Permanentním problémem byly opakující se hladomory a korupce ve státní správě, fungující na feudálních základech. Stárnoucí monarcha si neúspěchy na domácí scéně vynahrazoval na poli mezinárodní politiky, kde v době dekolonizace vystupoval jako gestor panafrické jednoty.

### Pokus o vojenský převrat v roce 1960 a následující éra

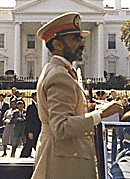
Císař Haile Selassie I. na státní návštěvě Washingtonu v roce 1963

Na tuto situaci reagoval vojenský puč, provedený v prosinci 1960: během císařovy návštěvy v Brazílii provedla skupina důstojníků vojenský převrat. Císařem byl prohlášen císařův nejstarší syn Asfa Wosen. Dodnes se spekuluje o jeho skutečné úloze v povstání. Převrat byl však po několika dnech potlačen loajálními armádními sbory. Jeho protagonisté - bratří Newajové, kteří pocházeli ze vznešeného amharského rodu – byli veřejně popraveni. Následovala vlna zatýkání a perzekuce a čistky, zejména mezi studentstvem a intelektuály. Císař se však vzdal postu předsedy vlády, kterým jmenoval byrokrata a nešlechtice Aklilu Habte – Wolda.
Císařský dvůr se v následujícím období stále více orientoval na zahraniční politiku. Roku 1961 se v Bělehradě zúčastnil ustavujícího zasedání Hnutí nezúčastněných zemí, v roce 1963 byla založena Organizace africké jednoty se sídlem v etiopské metropoli Addis Abeba. Císař se dále vydával na četné cesty do zahraničí. Haile Selassie reprezentoval svoji zemi – nejstarší nezávislý africký stát – na konferencích v Bandungu, Káhiře a Tunisu. Aktivně se zapojoval do urovnávání a řešení sporů mezi jednotlivými africkými státy.
Toto období plné vnitřních rozporů, ve kterém kulminoval kult osobnosti stárnoucího císaře, bylo posléze označováno jako Jekentu widdese zemen - doba marného lichocení.

### Pád a smrt
Začátek konce režimu Haile Selassieho znamenala katastrofální sucha v provincii Wollo v letech 1972–1973. Zahraniční prestiží stárnoucího monarchy značně otřásla televizní reportáž, která západní veřejnosti ukázala na jedné straně hrůzy hladomoru a na straně druhé život na císařském dvoře v Addis Abebě. Guvernér provincie přitom odmítl rozdělovat potraviny ze zásilek mezinárodních humanitních organizací, pokud nerozprodal své předražené zboží. (Film byl později promítán revoluční vládou během převratu v letech 1974–1975). Následovala řada menších povstání v armádě. V období celkového neklidu císař oznámil jméno svého nástupce: měl se jím stát jeho vnuk Zera Yakob, syn korunního prince Asfy Wosena. Celková nespokojenost kulminovala ve stávku taxikářů v hlavním městě po tom, co bylo ohlášeno zvýšení ceny benzínu a nafty. Stávka přerostla do studentských bouří a krvavých střetů s policií. Skupina revolučních důstojníků, která posléze vešla do dějin jako „derg“ (v amharštině „rada“) si na císaři nejprve vynutila změnu vlády a jmenování proreformního knížete Endelkačevy Makonnena ministerským předsedou. Posléze převzal revoluční derg vedení země do svých rukou. Početní příslušníci elity starého režimu - mezi nimi i bývalí premiéři Endelkačew Makonnen a Mikael Imru, ministr nejvyšších výsad Admasu Retta a princ Kassa – byli zatčeni a posléze popraveni.
Během revolučních události zůstal 80letý monarcha téměř osamocen ve svém paláci. Dne 12. září 1974 (na etiopský nový rok) mu skupina důstojníků přednesla prohlášení o jeho detronizaci. Byl převezen do starého paláce v Addis Abebě, tzv. Menelikova paláce, kde byl po následující měsíce držen v domácím vězení. Velká část jeho rodiny přitom emigrovala do zahraničí, kde ustanovila dodnes existující exilovou vládu. Část členů dergu – zejména generál Aman Mikael Andom – preferovala jako budoucí uspořádání země konstituční monarchii. Po detronizaci Haile Selassieho se stal (zcela formálně) vládcem země císařův syn Asfa Wosen, nikoliv již však s císařským titulem, ale jako král. Tento designovaný monarcha pobýval v té době na léčení ve Švýcarsku a do země se již nikdy nevrátil. Tato krátká perioda však byla ukončena vnitřním převratem vevnitř samotného dergu, ve kterém získali navrch marxisticky orientovaní důstojníci. Marxistický derg pak zrušil monarchii i formálně, stejně jako veškeré šlechtické tituly.
Téměř rok po císařově zatčení, dne 28. srpna 1975, oznámila etiopská média, že bývalý monarcha zemřel v domácím vězení na zástavu srdce. Oficiální zdroje připisovaly jeho smrt přirozeným příčinám způsobeným operací prostaty a zástavou srdce, objevily se ale informace, že byl zabit uškrcením ve své posteli na příkaz vojenské vlády. Jeho tělo bylo ukryto, aby se nemohlo stát předmětem uctívání. Zejména vesnické obyvatelstvo totiž císaře pořád pokládalo za skutečného panovníka, což je v relaci k cézaropapistickému pojetí císařské moci v tehdejší Etiopii pochopitelné. Stejně jsou známy příběhy o tom, že prostí vojáci, kteří sesazeného císaře střežili, mu pořád prokazovali veškeré císařské pocty. Ostatky Haile Selassieho byly nalezeny až v roce 1992 ukryté pod podlahou paláce. V roce 2000 byly slavnostně pochovány v katedrále Nejsvětější trojice v Addis Abebě.

## Odkaz
Císař Haile Selassie je dodnes diskutovanou a rozporuplnou postavou. Na jedné straně symbol protiitalského odporu, autorita dekolonizačního úsilí a symbol panafrické jednoty, na straně druhé tuhý autokrat a tyran. Ovšem, když je někdo samovládce, nemusí být hned tyran. Etiopie na začátku jeho vlády byla zemí středověkých poměrů a tradic. Při jakémkoliv reformním úsilí pak císař musel balancovat mezi činiteli, jež byly pro společenský a politický systém země stěžejní: byly jimi hluboce zakořeněné tradice, moc bohatých feudálních rodin, konfesionální a etnické konflikty. Je třeba říct, že mnoho provedených reforem, zejména ohledně pozemkového vlastnictví, předběhlo svoji dobu. Množství reforem byl císař nucen odvolat na nátlak mocné šlechty, ale i kvůli vzpourám rolnictva (např. v provincii Gojam 1967–1969). Na straně druhé byl císař typickým produktem společnosti, ze které vzešel. Té byly vlastní intriky a pragmatismus. Císař se s oblibou obklopoval lidmi loajálními a úplatnými, děsil se těch, kdo by chtěli prokazovat nezávislost nebo hrdinství. Tato politika byla zřejmá zejména po jeho návratu z exilu, kdy se obklopil bývalými kolaboranty. Naopak, velmožové, kteří se zprotivili italské nadvládě – a byli tedy potenciálně nebezpeční i vůči vládě císaře – upadli často do nemilosti. Desetiletí vlády, silné sepětí císaře a ortodoxní církve, císařova neomezená moc nad ustanovováním úředníků, to všechno byly faktory, které způsobily zcela zvláštní postavení Haile Selassieho v etiopské společnosti.
Haile Sellasie se stal ne vlastním přičiněním idolem hnutí rastafariánů, kteří jej uznávají jako Mesiáše.
O životě na císařském dvoře a o osobnosti císaře Haile Selassieho zajímavě vypráví polský reportér Ryszard Kapuściński ve své knize Na dvoře krále králů (v češtině vyšlo v nakladatelství Panorama, Praha 1980), ale jsou i jiná moderní, odideologizovaná pojednání.

### Vazby k Československu
V roce 1931 se s císařem setkal český cestovatel a novinář Viktor Mussik.
V roce 1935 pomáhal císaři s výcvikem vojska český cestovatel Adolf Parlesák, působil v období 1935–1936 jako válečný poradce habešské armády a aktivně se účastnil bojů proti italským okupantům. S císařem se znal ze své dřívější cesty do Habeše.
Po italském vpádu v době svého exilu pobýval císař také soukromě v Československu, pravděpodobně před Mnichovskou dohodou.  Tato návštěva byla literárně zpracována jako epizoda v díle Bohumila Hrabala Obsluhoval jsem anglického krále, nejspíš se však jedná o básnickou licenci (v dobovém denním tisku zpráva o soukromé návštěvě nedohledána).
Císař si byl vědom osobní podpory, kterou mu v době jeho exilu prokázal československý velvyslanec v USA Ferdinand Veverka. Když byl v červenci roku 1959 na oficiální státní návštěvě ČSR, navštívil na vlastní přání jeho rodinu. V té době žila velvyslancova dcera Kornélie, provdaná Hildprandtová v nelehkých podmínkách ve vsi Rojice, protože ze zámku Blatná byla s rodinou vyhnána v roce 1953 po znárodnění v roce 1948. Císař se pak zasadil o jejich legální vystěhování do Etiopie, kde důstojně žili v jeho službách až do převratu v roce 1974. Památky na toto období jsou dnes k vidění v expozici zámku Blatná.
Dne 16. července 1959 československý prezident Antonín Novotný udělil císaři Haile Selassie I. Řád Bílého lva I. třídy s řetězem. Téhož dne udělil císař prezidentu Novotnému Řád královny ze Sáby.
Socialistické Československo v roce 1987 udělilo nejvyšší státní vyznamenání Řád Bílého lva Mengistu Haile Mariamovi, vůdci marxistické části dergu, který císaře svrhl.

## Rodina

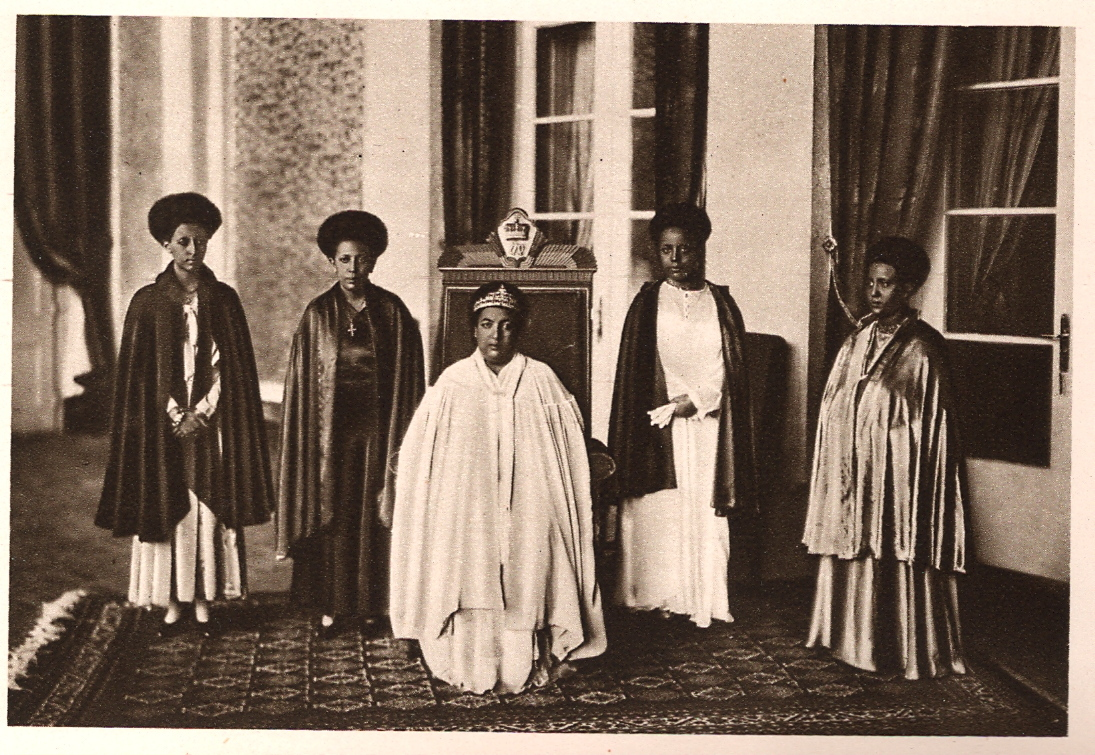
Císařovna Menen Asfaw s dcerami Tenagnework, Tsehai, Zenebework a manželkou korunního prince Wolete Israel Seyoum.

V roce 1911 se oženil se šlechtičnou Menen Asfaw, která byla neteří pozdějšího císaře Ijasu V. Pár měl šest dětí:
- Tenagnework Haile Selassie (12. ledna 1912 – 6. duben 2003)
- korunní princ Amha Selassie (27. červenec 1914 – 17. únor 1997)
  - Princezna Ijigayehu Amha Selassie (1934–1976)
  - Princezna Maryam Senna Amha Selassie (* 1950)
  - Princezna Sehin Azebe Amha Selassie (* 1951)
  - Princ Zera Jacob Amha Selassie (* 1953)
    - Princezna Lideta

  - Princezna Sifrash Bizu Amha Selassie (* 1959)
- Zenebework Haile Selassie (25. červenec 1917 – 25. březen 1934)
- Tsehai Haile Selassie (13. říjen 1919 – 17. srpen 1942)
- Makonnen Haile Selassie (16. říjen 1924 – 13. květen 1957)
  - Meheret Makonnen (nemanželská dcera)
  - princ Pawlus Wossen Seged Makonnen (* 1947)
  - princ Michael Makonnen (* 1950)
  - princ Dawit Makonnen Makonnen (* 1952)
    - Yokshan Makonnen (* 1978)
    - Joel Makonnen (* 1982)

  - princ Fileppos Taffari Makonnen (* 1954)
    - Dawit Tafari Makonnen (* 1992)
    - Edna Makonnen
    - Isajas Tafari Makonnen (* 1998)

  - princ Baeda Mariam Makonnen (* 1957)
- Sahle Selassie (27. únor 1932 – 24. duben 1962)
  - Princ Ermias Sahle Selassie (* 1960)
    - Christian Sahle Selassie Ermias (* 1992)
    - Rafael Sahle Selassie Ermias (* 1992)

Ještě před uzavřením manželství s Menen Asfaw, měl mít Ras Tafari vztah Woizero Woinitu Amede z něhož měla pocházet jeho nejstarší dcera Romanework Haile Selassie (†1940).

## Tituly a vyznamenání
- 23. července 1892 – 1. listopadu 1905: Lidž Tafari Makonnen
- 1. listopadu 1905 – 8. září 1911: Dejazmach Tafari Makonnen
- 8. září 1911 – 7. října 1928: Rás Tafari Makonnen
- 27. září 1916 – 2. dubna 1930: Císařský regent Rás Tafari Makonnen
- 7. října 1928 – 2. listopadu 1930: Negus Tafari Makonnen
- 2. listopadu 1930 – 12. září 1974: Je císařská milost král králů Etiopie, vítězící lev nad Judským kmenem, z Boží vůle

- 20. ledna 1965: Polní maršál britské armády